# Iowa, Chicago and Eastern Railroad
Die Iowa, Chicago and Eastern Railroad (IC&E; AAR-reporting mark ICE) war eine als regional railroad eingestufte Bahngesellschaft. Das Unternehmen betrieb von 2002 bis 2008 Güterverkehr auf einem rund 2200 km langen, überwiegend in den US-Bundesstaaten Illinois, Iowa, Missouri und Minnesota sowie auf einem kurzen Abschnitt in Wisconsin gelegenen Bahnnetz, darunter eigene Strecken mit einer Gesamtlänge von 1839 km. Die IC&E war über die Beteiligungsgesellschaft Cedar American Rail Holdings durch die Dakota, Minnesota and Eastern Railroad (DM&E) gegründet worden und hatte die Anlagen der I&M Rail Link erworben. 2008 wurden DM&E und IC&E an die Canadian Pacific Railroad (CP) verkauft.

## Geschichte

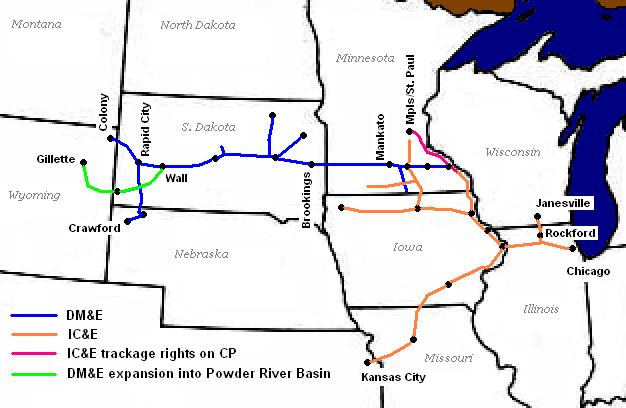
Karte der Bahnstrecken der Iowa, Chicago and Eastern Railroad (orange) und Dakota, Minnesota and Eastern Railroad (blau)

Die Soo Line Railroad übernahm am 1. Januar 1986 das etwa 4980 km lange Streckennetz der  Chicago, Milwaukee, St. Paul and Pacific Railroad in den Präriestaaten westlich und nordwestlich von Chicago. Die meisten in Wisconsin und Upper Michigan gelegenen Strecken wurden bereits 1987 an die Wisconsin Central weiterverkauft, Nebenbahnen in North Dakota 1990 an die Dakota, Missouri Valley and Western Railroad. Den Großteil der Milwaukee Road-Strecken in Illinois und Iowa mit einer Gesamtlänge von 1839 km verkaufte die inzwischen vollständig durch die CP gehaltene Soo Line Railroad 1996 an die Iowa, Illinois, Minnesota & Missouri Rail Link, LLC, die 1997 in I&M Rail Link umbenannt wurde.
Ab etwa 2000 begann der Eigentümer von I&M Rail Link, die Washington Companies-Gruppe, einen Käufer für das Unternehmen zu suchen, da es sich langsamer und weniger lukrativ als gedacht entwickelt habe. Interesse an einer Übernahme zeigte die in Minnesota und South Dakota tätige Dakota, Minnesota and Eastern Railroad (DM&E). Sie war 1986 gegründet worden, um von der Chicago and North Western (CNW) abgegebene Bahnstrecken mit einer Gesamtlänge von etwa 1770 km zu betreiben. Seit 1997 entwickelte die DM&E konkrete Planungen für eine Erweiterung ins Powder River Basin. In Verbindung mit den I&M Rail Link-Strecken wäre die DM&E somit neben der BNSF Railway und der Union Pacific Railroad der dritte Anbieter von Kohletransporten zwischen den Abbaustätten im Powder River Basin und Chicago geworden. Die DM&E und die Washington Companies gaben die Übernahme von I&M Rail Link nach 17-monatiger Verhandlungsphase am 21. Februar 2002 bekannt. Der Kaufpreis wurde nicht offiziell genannt; Medien wie das Wall Street Journal gingen von etwa 150 Millionen Dollar aus.
Die DM&E gründete eine Tochtergesellschaft namens Cedar American Rail Holdings, Inc, die wiederum eine Firma namens Iowa, Chicago and Eastern Railroad (IC&E) anmeldete. Die IC&E erwarb die Infrastruktur und Anlagen von I&M Rail Link sowie deren Trackage-Rights-Vereinbarungen. Der Betriebsübergang von I&M Rail Link auf die IC&E erfolgte am 30. Juli 2002. Zwischen 500 und 550 der insgesamt rund 700 I&M Rail Link-Mitarbeiter wechselten dabei zur IC&E.

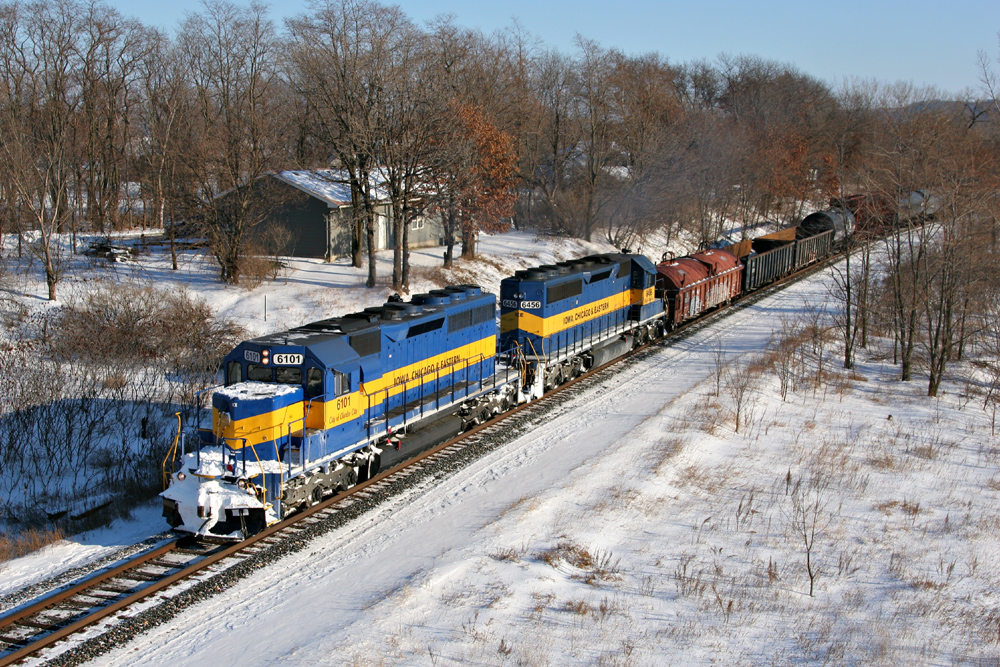
Güterzug der Iowa, Chicago and Eastern Railroad in Lake City (Minnesota), November 2007

Nach der Betriebsaufnahme der IC&E wurde die Cedar American Rail Holdings zur Holding für die DM&E und IC&E organisiert, die Leitungsfunktionen für beide Firmen übernahm. Auch der Bahnbetrieb der zwei Firmen war eng verknüpft. So übernahmen die in Sioux Falls ansässigen Dispatcher die Disposition auf beiden Streckennetzen, während die Lokomotiven der zwei Unternehmen bei Bedarf wechselseitig auch durch die jeweils andere Gesellschaft genutzt wurden.
Im Oktober 2007 gaben die DM&E und die Canadian Pacific Railroad (CP) bekannt, dass die CP die beiden Tochterunternehmen der Cedar American Rail Holdings, die DM&E und die IC&E, erwerben werde. Die Übernahme wurde im Oktober 2008 nach Zustimmung der Aufsichtsbehörde Surface Transportation Board (STB) vollzogen; der letzte Betriebstag der IC&E war der 30. Oktober 2008. Die 1997 von der CP-Tochtergesellschaft Soo Line an I&M Rail Link verkauften und anschließend durch die IC&E übernommenen Strecken gelangten somit zurück zur CP.

## Infrastruktur
Am 30. Juli 2002 übernahm die IC&E alle Strecken der I&M Rail Link, die diese wiederum 1997 von der Soo Line erworben hatte:
- KC Mainline und Zweigstrecken:
  - Pingree Grove (bei Elgin)–Davis–Savanna–Sabula Junction–Clinton–Davenport–Muscatine–Polo–Kansas City (736 km; davon 68,4 km südlich von Polo zweigleisig. Je ein Gleis war Eigentum der IC&E und der Union Pacific Railroad, die zusammen beide Gleise im Richtungsbetrieb nutzten)
  - Davis–Rockford–Janesville (Wisconsin) (73,7 km, teilweise in Form von Trackage Rights auf Illinois-Railnet-Infrastruktur)
  - Davenport–Eldridge (15,6 km)
  - Davenport–Albany (56,3 km; überwiegend Trackage Rights auf BNSF-Railway-Strecke)
- Corn Lines
  - Sabula Junction–Dubuque–Marquette–La Crescent (255,9 km, darunter 3,1 km Trackage Rights auf Canadian-National-Railway-Gleisen-Gleisen in Dubuque)
  - Marquette–Mason City–Sheldon (407,8 km)
  - Mason City–Ramsey–Owatonna–Comus (bei Faribault) (199,2 km)
  - Ramsey–Wells–Jackson (171,2 km, darunter 12 km Trackage Rights auf Union Pacific Railroad-Gleisen in Welcome nahe Jackson)
  - Wells–Minnesota Lake (14,5 km)

Außerdem besaß das Unternehmen Trackage Rights für folgende Strecken:
- Pingree Grove–Bensenville–Chicago Cragin Junction zur Belt Railway of Chicago (56,2 km auf METRA-Strecke)
- River Junction bei La Crescent–St. Paul (202,5 km auf CP- und CP/BNSF-Gemeinschaftsinfrastruktur)
- Comus–Rosemount (43,5 km auf CP-Infrastruktur)
- 14,1 km auf Iowa-Northern-Railway-Gleisen bei Nora Springs, nordöstlich von Mason City
- Gleise der Kansas City Terminal Railway

## Verkehr
Die IC&E war ausschließlich im Güterverkehr tätig. Mit Abstand wichtigstes Frachtgut war das in der Region und im Einzugsbereich der DM&E angebaute Getreide. So beförderten DM&E und IC&E im Jahr 2006 zusammen etwa 100.000 mit Getreide beladene Güterwagen sowie 33.000 Wagen mit anderen Nahrungsmitteln, 13.000 Wagen mit Holz und 7.800 Wagen mit Düngemitteln. Zudem transportierte die IC&E u. a. Kohle für Kraftwerke in Muscatine und Davenport sowie Lkw-Trailer zwischen Kansas City und Minneapolis bzw. Chicago (Bensenville). Die Union Pacific führte täglich bis zu drei Containerzüge der Relation Chicago–Los Angeles zwischen Clinton und Kansas City über die Gleise der IC&E.

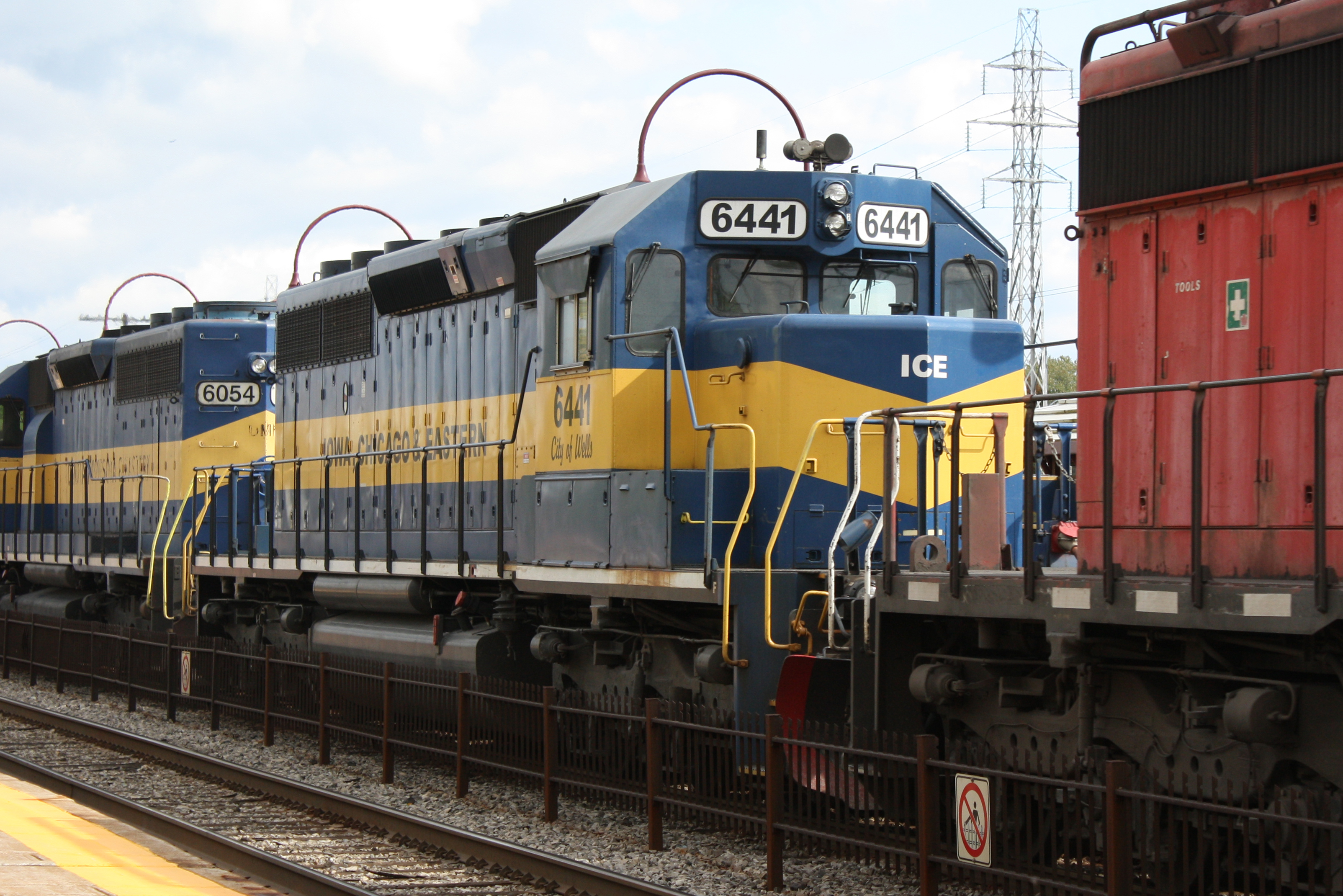
SD40-2-Diesellokomotive #6441 der IC&E im Jahr 2012, nach Übernahme durch die CP

## Fahrzeuge
Die IC&E besaß während ihrer sechs Betriebsjahre stets etwa 85 Diesellokomotiven. Dabei handelte es sich überwiegend um Fahrzeuge des Typs EMD SD40-2, ergänzt durch einige EMD GP40-2, EMD GP38 und EMD GP9. Die meisten SD40- und GP40-Lokomotiven waren dunkelblau mit einem breiten umlaufenden gelben Streifen lackiert und damit optisch nur durch die Anschriften von den baugleichen Fahrzeugen der DM&E zu unterscheiden.
I&M Rail Link besaß zudem eigene Güterwagen, vor allem Covered hopper zum Getreidetransport.